# غضروف إسفيني
الغضروفان الإسفينيّان (بالإنجليزية: Cuneiform cartilages)‏ أو غضروفا «ڤريسبرغ» (بالإنجليزية: Wrisberg's cartilage)‏ هما قطعتان صغيرتان طَوِيلتان من غضروف مرن أصفر اللون توجدان في الحنجرة البشرية، حيث توجد قطعة واحدة على كل جانب بداخل «الطيّة الطرجهالية اللسان مزمارية» (بالإنجليزية: aryepiglottic fold)‏.
الغضروفين الإسفينيَّين يوجدان فوق الغضروفين الطرجهاليين ويتحركان معهما،  كما أنهما يقعان فوق وأمام الغضروف القريني، وتواجد هذين الزوجين من الغضاريف ينتج عنه بروز صغير على سطح الغشاء المخاطي.

## مدخل الحنجرة

### الناحيةالجانبية
يُشكِّل الغضروف الإسفينيّ، والذي تغطيه «الطيّة الطرجهالية اللسان مزمارية»، يُشكِّل الناحية الجانبية (الوَحشِيّة) من مدخل الحنجرة.

### الناحيةالخلفية
يُشكِّل الغضروف القريني الناحية الخلفية من مدخل الحنجرة.

### الناحيةالأمامية
يُشكِّل لسان المزمار الناحية الأمامية من مدخل الحنجرة.

## الوظيفة
وظيفة الغضروف الإسفينيّ هي دعم الأحبال الصوتية والنواحي الجانبية للسان المزمار. كما أنها توفر درجة من الصلابة في الطيَّات التي هي بداخلها.

## التسميات الأجنبية
- في مُسمى الغضروف «الإسفينيّ» (بالإنجليزية: Cuneiform cartilages)‏، كلمة «إسفينية»: Cuneiform، جائت من الكلمة اللاتينية: cunei، والتي معناها: «على شكل إسفين».
- واسم غضروف «ڤريسبرغ» (بالإنجليزية: Wrisberg's cartilage)‏ جاء من اسم طبيب التشريح الألماني «هاينريخ أوغسط ڤريسبرغ» (بالألمانية: Heinrich August Wrisberg) (20 يونيو 1739 - 29 مارس 1808) الذي كان ينشر أعماله أيضاً باسمه اللاتيني: (باللاتينية: Henricus Augustus Wrisberg)، وهناك عصبين يحملان اسمه أيضاً بخلاف ذلك الغضروف.

## صور اضافية
- المنظر الخلفي لغضاريف الحنجرة.
- المنظر الخلفي لعضلات الحنجرة.